# Derivats de crèdit
Els derivats de crèdit són contractes financers bilaterals (Over The Counter – OTC) pels quals una de les parts busca cobrir-se del risc de crèdit d'un determinat instrument i transferir-ho a la contrapartida a canvi d'una prima periòdica. Es tracta de derivats els subjacents del qual són obligacions de pagament d'emissors públics o privats (o dit d'una altra forma, el valor de mercat del risc de crèdit de dits emissors).
Els riscos de crèdit (default o event) corresponen a esdeveniments definits en el contracte: fallida, liquidació, falta de pagament per l'entitat de referència, degradació de la qualificació de l'empresa per les agències de qualificació (Moody's, Standard & Poor's, Fitch Ratings, entre d'altres), etc.
En tractar-se de contractes financers bilaterals, els actors del mercat solen usar contractes estàndard a fi de negociar contractes estandarditzats per ser més líquids. Els actors del mercat solen referir-se a les clàusules ISDA 2003 (internacional swaps and derivatives association inc.) que estableixen un marc legal per a la negociació d'aquest tipus de productes.
Els derivats de crèdit més comuns són els Credit Default Swap (CDS) i els Equity Default Swap (EDS).